# David Delfino
David Albert Delfino (Medford, 29 dicembre 1965) è un ex hockeista su ghiaccio statunitense naturalizzato italiano.
Portiere di presa destra, ha passato pressoché tutta la sua vita agonistica in Italia.

## Carriera

### I primi anni in Italia (1988-1992)
Subito dopo l'università (ha giocato dal 1984 al 1988 in NCAA con l'Università del Massachusetts Lowell) si trasferì nel campionato italiano.
La sua prima squadra fu lo Sportiva Hockey Club Fassa, di cui difese i pali dalla stagione 1988-89 a quella 1991-92. Si mise in luce molto presto, guadagnandosi la chiamata nella nazionale azzurra già nel 1990 (esordio il 29 agosto in amichevole contro la formazione tedesca della SC Dynamo Weisswasser, più volte campione della DDR).
Verrà convocato poi per i mondiali di gruppo B del 1991, chiusi con la vittoria degli azzurri e la promozione in gruppo A. Anche a livello personale fu un successo: Delfino fu scelto nell'All Star Team, grazie agli ottimi risultati (media gol subiti: 1,5; percentuale di parate: .930). Difenderà la porta azzurra anche alle Olimpiadi di Albertville 1992 ed ai mondiali maggiori dello stesso anno.

### Gli anni ad Alleghe (1992-1997)
Per la stagione 1992-93 si trasferì all'Alleghe HC, squadra più attrezzata per puntare a dei successi. L'assalto al tricolore non riuscì (i veneti chiusero terzi), mentre arrivò la vittoria nell'Alpenliga (nella finale tutta italiana contro l'HC Bolzano).
Con i biancorossi rimase fino alla stagione 1995-96. In quegli anni continuò a difendere i pali della nazionale anche nei grandi appuntamenti, alternandosi con altri portieri (perlopiù oriundi) di grande livello come Mike Rosati, Mike Zanier, Bruno Campese. Fu presente ai mondiali 1993, 1994, 1996 e 1997 ed ai Giochi di Lillehammer 1994 e Nagano 1998 (dove però non giocò mai).

### Gli ultimi anni di carriera
Il campionato italiano di hockey su ghiaccio 1996-97 vide due sole squadre iscritte alla serie A (Bolzano e Milano24). Le altre, Alleghe compreso, si iscrissero alla serie A2. Si decise che il campionato si sarebbe disputato tra le due di A e le migliori 4 di A2. L'Alleghe mancò la qualificazione e Delfino passò all'HC Merano, la cui corsa si fermò alle semifinali.
A fine stagione si trasferì in Germania, nella Deutsche Eishockey-Liga ai Kölner Haie, con cui disputò il campionato e la European Hockey League. A fine stagione si è ritirato.

## Palmarès

### Club
- Alpenliga: 1

Alleghe: 1992-1993